# Lenovo
Lenovo Group Ltd. ou Lenovo PC International, geralmente referida como Lenovo  (antes estilizada como lenovo), é uma multinacional chinesa de tecnologia, situada em Pequim, China, e Morrisville, EUA. A empresa foi fundada em Pequim em 1984 por Liu Chuanzhi, junto de dez engenheiros, sob o nome New Technology Developer Inc. (predecessora da Legend Group), mas a empresa controladora só passou a existir em 1988, em Hong Kong.
Opera em mais de 60 países e vende seus produtos em cerca de 160 países. Suas principais instalações estão em Pequim e Morrisville (Carolina do Norte). Tem centros de pesquisa em Pequim, Xangai, Shenzhen, Xiamen, Chengdu, Nanjing e Wuhan, na China, Yamato na província de Kanagawa, no Japão, e Morrisville, nos EUA. Opera um empreendimento conjunto com a EMC chamado LenovoEMC, que vende soluções de armazenamento anexadas à rede. Também tem uma empreendimento conjunto com a NEC, Lenovo NEC Holdings, que produz computadores pessoais para o mercado japonês.
A Lenovo foi fundada em Pequim, em 1º de novembro de 1984, como Legend, e foi incorporado em Hong Kong, em 1988. Adquiriu os negócios de computadores pessoais da IBM em 2005 e concordou em adquirir seus negócios de servidores baseados em Intel, em 2014. Atualmente, é a maior fabricante de PCs do mundo, com 84 milhões de unidades vendidas em 2021 (24,7% do mercado global).
A empresa entrou no mercado de smartphones em 2012 e, a partir de 2014, foi a maior fornecedora de smartphones da China. Em 2014, adquiriu a fabricante de celulares Motorola Mobility da Google, por US$ 2,91 bilhões. A transação foi sujeita a aprovação de órgãos reguladores dos EUA e da China e foi finalizada com a Google adquirindo uma participação de 6% na Lenovo, por US$750 milhões.
"Lenovo" é a junção das palavras "Legend" (lenda, em inglês, antigo nome da empresa) e "novo" (em  latim). O nome chinês (chinês simplificado: 联想; chinês tradicional: 聯想; pinyin: liánxiǎng) pode significar "associação" ou "criatividade".
A empresa está listada na Hong Kong Stock Exchange e integra o Hang Seng China-Affiliated Corporations Index, o índice das empresas apelidadas de Red Chips (combinação da locução blue chips, que designa as ações de empresas mais sólidas e lucrativas a longo prazo, com red, "vermelho", a cor representativa da República Popular da China).

## História

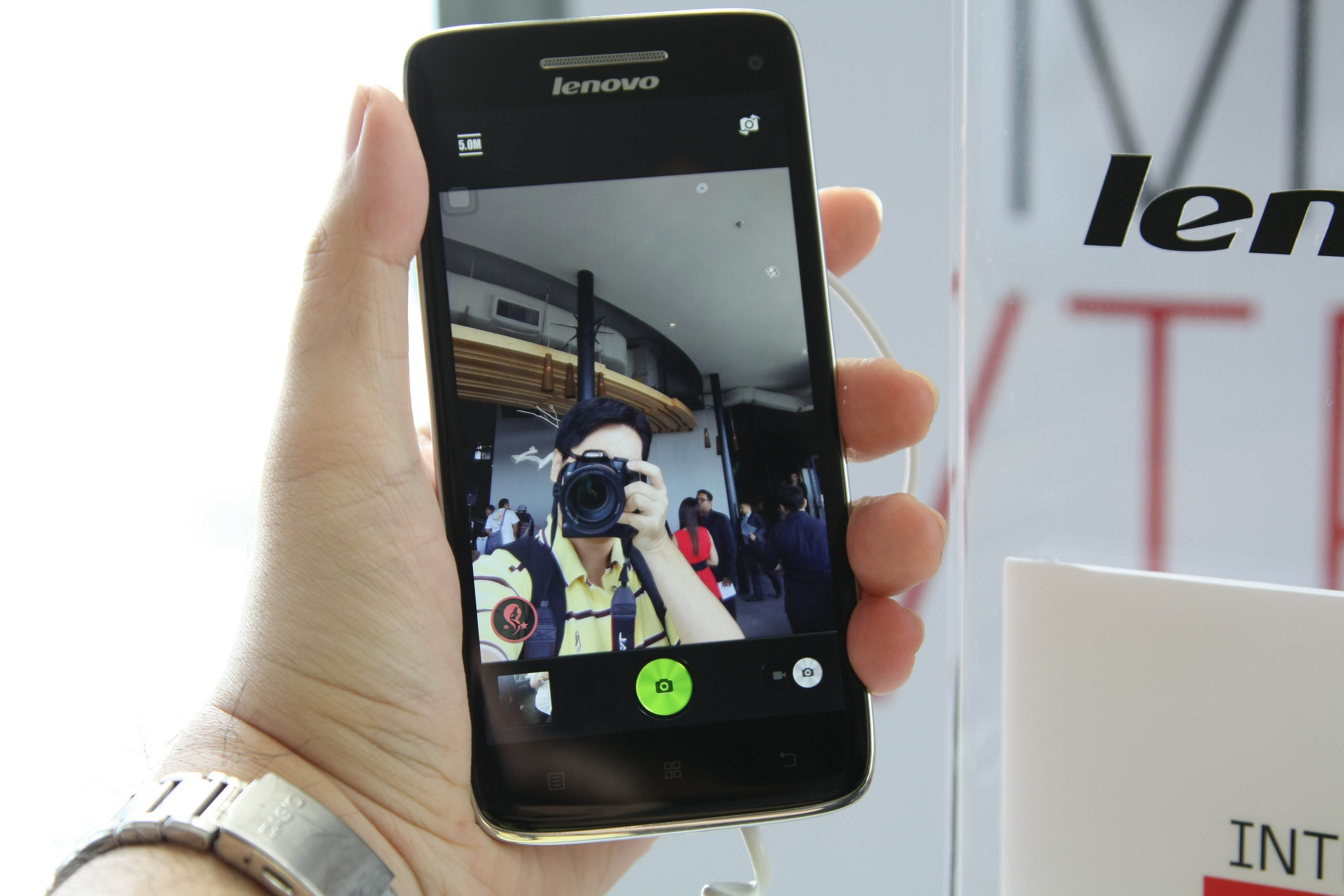
Smartphone da linha Vibe da Lenovo

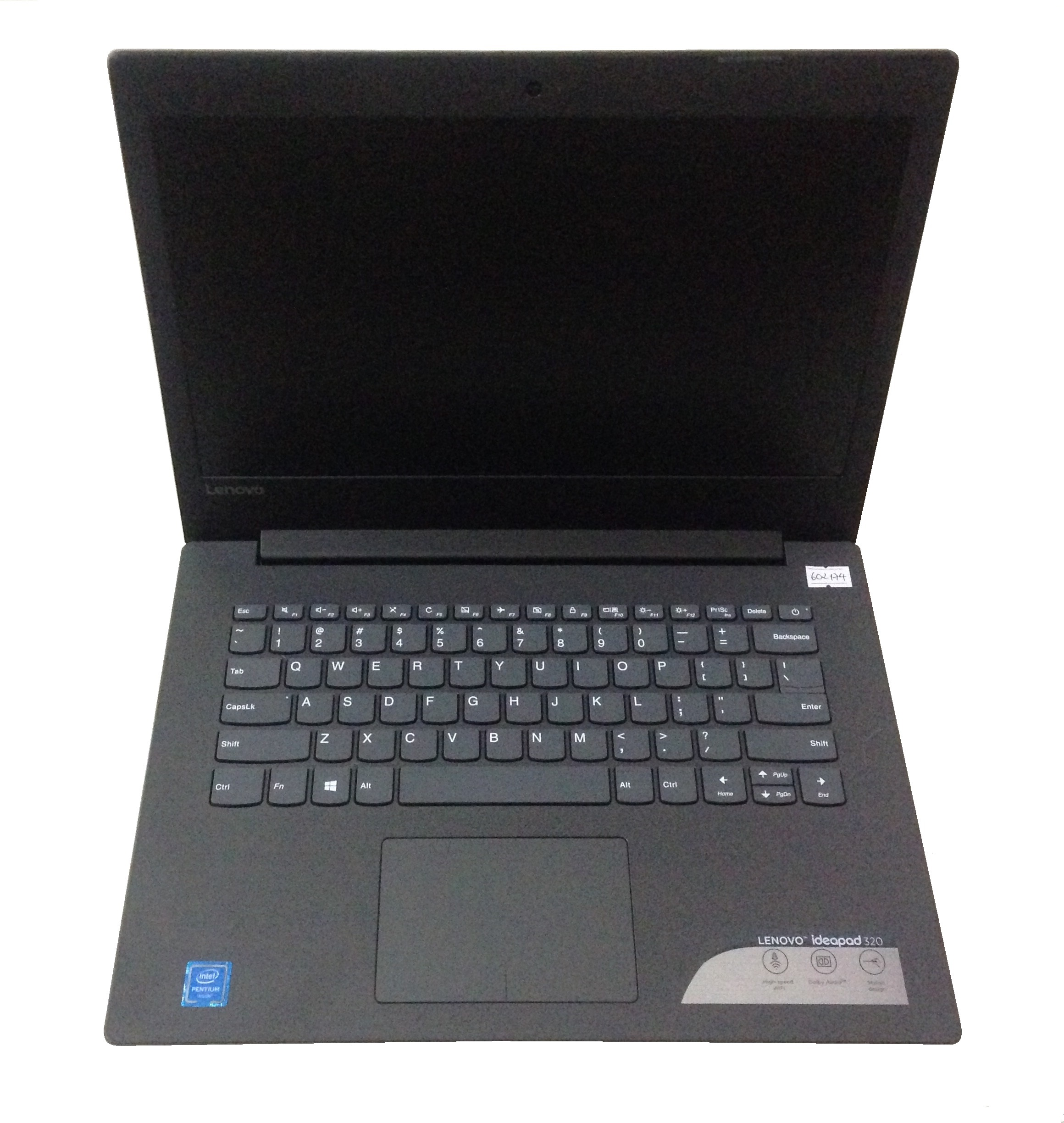
Laptop da linha IdeaPad da Lenovo

Em 2005, a Lenovo comprou a Divisão de PCs da IBM.
Sua sede está situada em Raleigh, Carolina do Norte, nos Estados Unidos, sede do extinto grupo ThinkPad da IBM. Possui em seu portfólio de produtos os conhecidos desktops e laptops da linha Think, voltada ao uso corporativo, e a linha Idea, com recursos de entretenimento (áudio e vídeo) voltados para o consumidor de varejo.[carece de fontes?]
Em outubro de 2011, a Lenovo anunciou uma aliança com a produtora terceirizada de notebooks e PCs, Compal Eletronics. O empreendimento de mais de 300 milhões de dólares provocou um aumento de 11,2%  na cotação das ações da Lenovo, na Bolsa de Hong Kong.
No Brasil, comprou a empresa de eletroeletrônicos CCE, em setembro de 2012, e também anunciou investimento de U$ 30 milhões em sua nova fábrica de computadores em Itu a ser inaugurada em dezembro deste mesmo ano. Em outubro de 2015, a CCE foi novamente vendida, com sua posse retornando para os antigos donos, a Família Sverner. Em 16 de maio de 2016 a Lenovo anuncia a transferência da sua fábrica de Itú para Indaiatuba.